# Opéra national de Paris

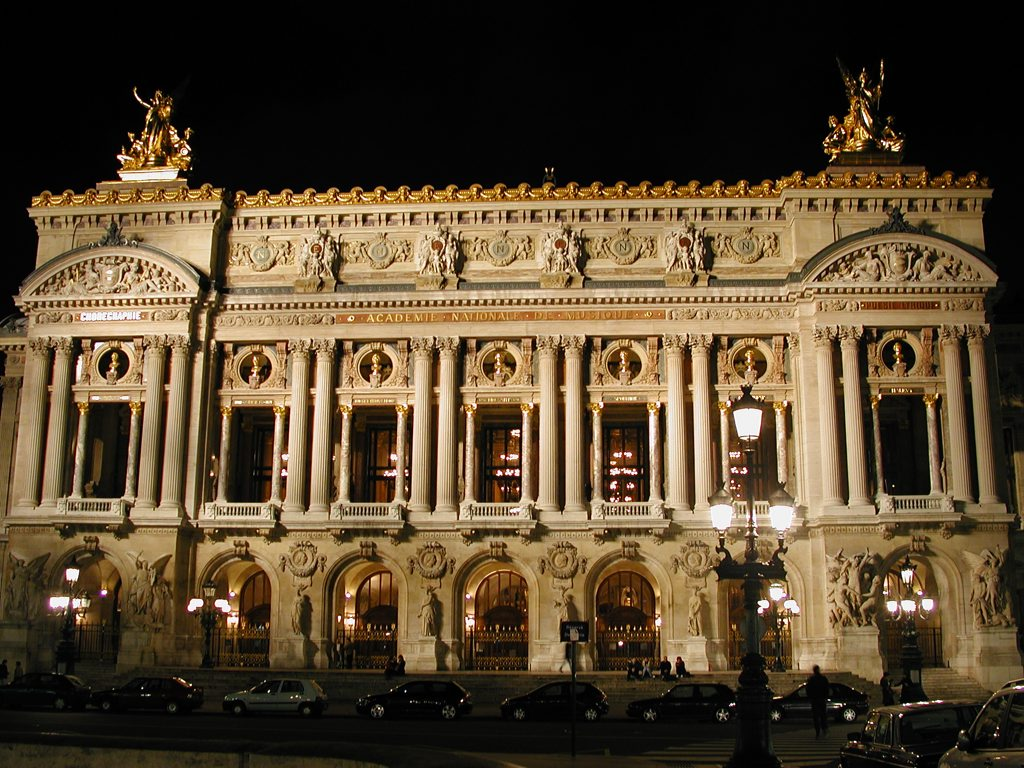
Opéra Garnier, một trong hai nhà hát của Opéra national de Paris

Opéra national de Paris là một cơ quan của Pháp dưới sự đỡ đầu của Bộ Văn hóa. Opéra national de Paris có nhiệm vụ đưa các tác phẩm múa và nhạc kịch kinh điển đến với công chúng, đồng thời sáng tạo và trình diễn các tác phẩm đương đại. Cơ quan này quản lý hai nhà hát lớn của Paris, Opéra Garnier và Opéra Bastille. Tiền thân của Opéra national de Paris là Viện hàn lâm Hoàng gia âm nhạc (Académie Royale de Musique) được thành lập từ 1669.

## Liến kết ngoài
- Trang chính thức của Opéra national de Paris